# Гармчашма (Ванч)
Гармчашма (тадж. Гармчашма) — сельский населённый пункт (тадж. деҳа) в Ванджском районе Горно-Бадахшанской автономной области Республики Таджикистан. Административно относится к сельской общине (джамоату) Рованд.
Расположен в высокогорном районе. Расстояние от села до районного центра (село Ванч) — 51 км, до общинного центра (село Рованд) — 2 км.  
Население — 684 человек (2017 г.), таджики. 